# Bydlin
Bydlin ist eine Ortschaft mit einem Schulzenamt der Gemeinde Klucze im Powiat Olkuski der Woiwodschaft Kleinpolen in Polen.

## Geschichte

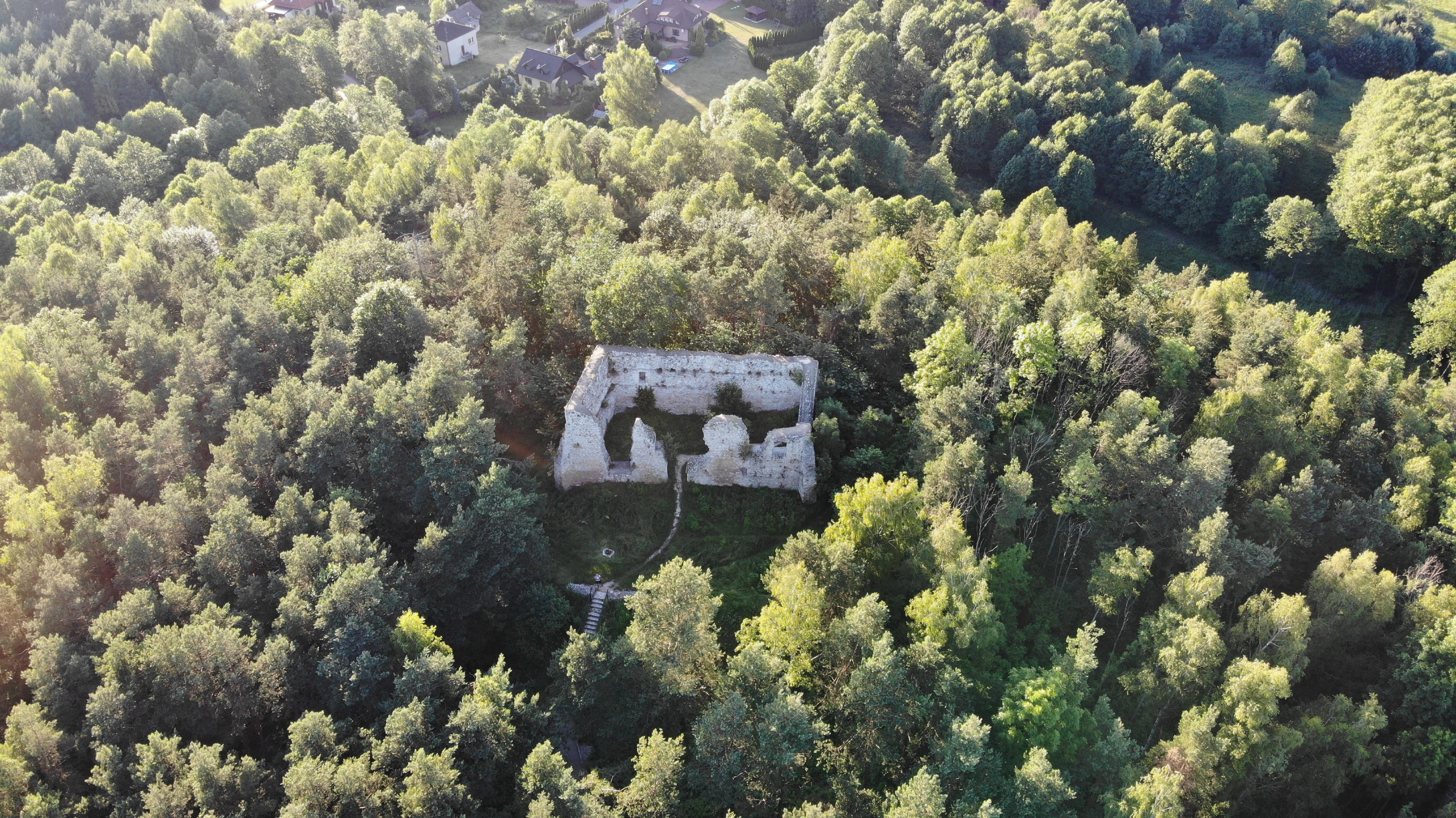
Ruine der Adlerhorst-Burg Bydlin

Das Dorf Bidlin im Besitz des Ritters Nemerze wurde im Jahr 1388 erstmals urkundlich erwähnt, 1389 folgte die Erwähnung von einer Pfarrei und der Adlerhorst-Burg. 1404 wurde Bydlin als eine Stadt benannt und zum letzten Mal im Jahr 1530, als sie vom damaligen Besitzer Severin Boner u. a. mit den Städten Ogrodzieniec, Włodowice und Kromołów an Jakub Boner verkauft wurde.
Der Ortsname ist entweder vom Personennamen *Bydla (vergleiche alttschechisch Bidla mit dem Suffix -in oder urslawischen *bydlo (Wohnung) abgeleitet.
Der Ort gehörte zunächst zum Königreich Polen (ab 1569 in der Adelsrepublik Polen-Litauen), Woiwodschaft Krakau, Kreis Krakau (1530) und Kreis Proszowice (1581).
Unter der Familie Boner wurde die Burg als eine römisch-katholische Kirche umgebaut. Unter Jan Firlej in der Zeit der Reformation war die Kirche in den Händen der Polnischen Brüder.
Bei der dritten Teilung Polens wurde Bydlin 1795 Teil des habsburgischen Kaiserreichs. In den Jahren 1807–1815 gehörte das Dorf zum Herzogtum Warschau, 1815 bis 1918 wurde es  Teil des Kongresspolens.
1918, nach dem Ende des Ersten Weltkriegs wurde Bydlin Teil Polens. Unterbrochen wurde dies nur durch die Besetzung Polens durch die Wehrmacht im Zweiten Weltkrieg. Es gehörte dann zum Generalgouvernement.
Von 1975 bis 1998 gehörte Bydlin zur Woiwodschaft Katowice.